# Xylophanes cyrene
Xylophanes cyrene is een vlinder uit de familie van de pijlstaarten (Sphingidae). De wetenschappelijke naam van de soort werd in 1881 gepubliceerd door Herbert Druce.